# Antonio Diedo
Antonio Diedo (Venezia, 15 novembre 1772 – Venezia, 1º gennaio 1847) è stato un architetto italiano.

## Biografia

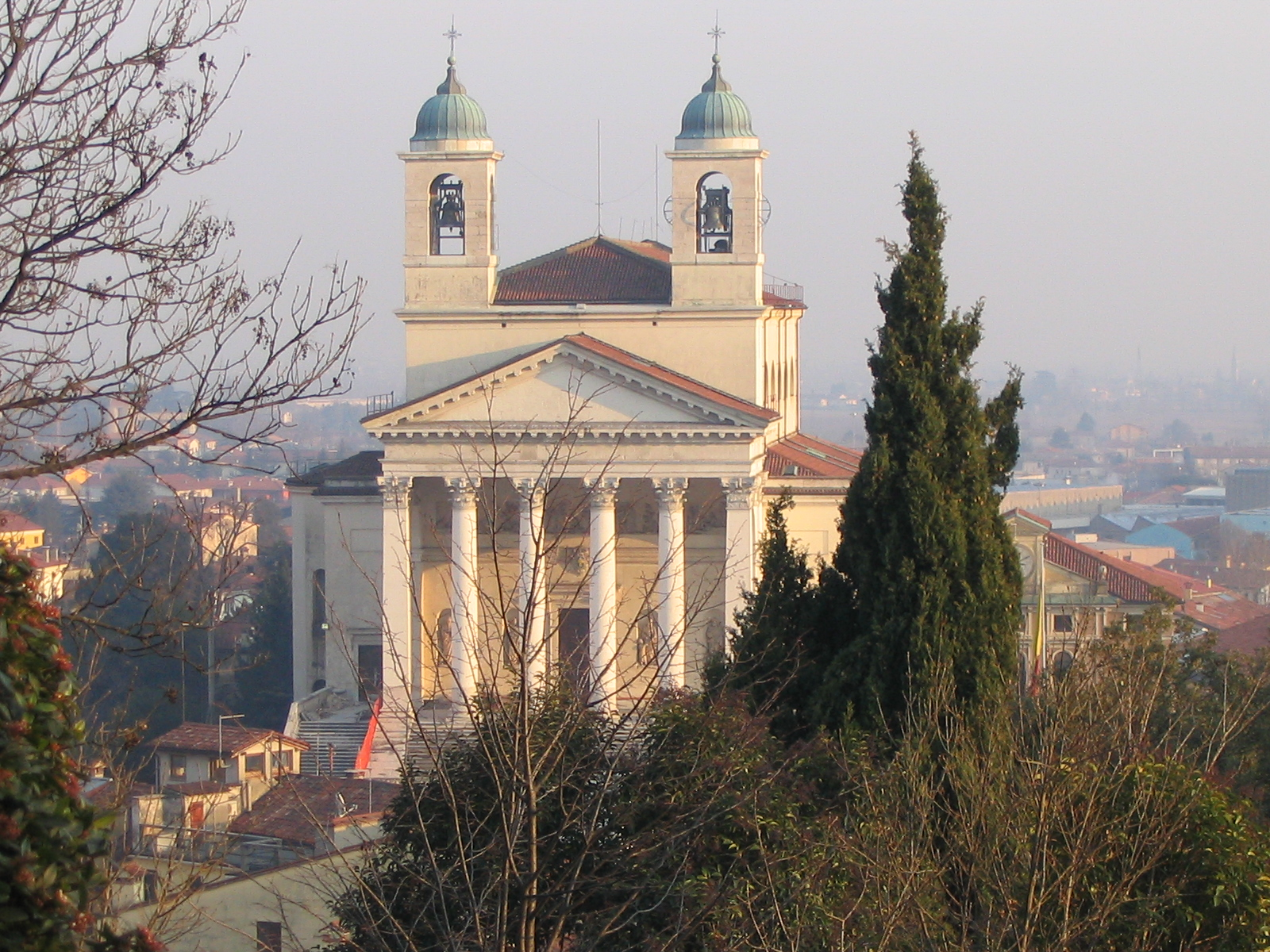
Duomo di Schio

Nacque da Girolamo Diedo e da Alba Maria Priuli, entrambi esponenti del patriziato veneziano. In giovanissima età entrò nel collegio nobiliare del seminario di Padova dove gli fu impartita un'educazione di stampo umanistico-letterario. La sua passione era però l'architettura che prese a studiare nelle ore di tempo libero; fondamentale fu, in questo senso, l'incontro con Giacomo Albertolli (nipote del più noto Giocondo), che insegnava architettura nello stesso seminario.
Tornato a Venezia al termine degli studi, sposò nel 1795 Lucrezia Nani. A causa della decadenza economico-sociale che aveva colpito la nobiltà veneziana negli anni della caduta della Serenissima, decise di occuparsi di architettura a tempo pieno, stringendo inoltre legami con alcune personalità del settore quali David Rossi e soprattutto Gian Antonio Selva, del quale fu discepolo e amico: fu al suo fianco durante la riprogettazione del duomo di Cologna Veneta (1805) e la ricostruzione della chiesa veneziana di San Maurizio (1806). Nello stesso periodo pubblicò alcuni scritti sull'argomento: Casino villereccio (1800) e Discorso sull'architettura (1805, ma letto già nel 1803 all'Accademia de' Filareti). 
Tutto questo gettò le basi a una brillante carriera che si sarebbe concretizzata quando, nel 1805, Venezia fu inclusa nel Regno d'Italia di Napoleone.
Nel 1806 entrò a far parte della Commissione al pubblico ornato, istituita dal nuovo governo per riformare lo sviluppo urbanistico della città lagunare. Al contempo fu rinnovata l'Accademia di belle arti e nel 1808, con il conferimento della presidenza a Leopoldo Cicognara, il Diedo fu nominato segretario perpetuo con funzioni di vicepresidente.
Cicognara, Selva e Diedo furono le personalità di maggior spicco nell'ambito del rinnovamento architettonico-urbanistico del periodo napoleonico e il loro ruolo fu poi confermato durante la successiva amministrazione austriaca.
Nel 1826, alle dimissioni di Cicognara, assunse pro tempore la presidenza dell'Accademia che conservò sino al 1839; 
nello stesso periodo ricevette la cattedra di estetica. Questi incarichi lo resero il massimo rappresentante del classicismo insegnato e diffuso dall'istituzione veneziana, che diffuse grazie al sostegno dell'editore Giuseppe Antonelli. Il suo pensiero condizionò due generazioni di architetti e solo negli anni 1840, con la diffusione dell'architettura neogotica (di cui fu massimo rappresentante Pietro Selvatico), venne ritenuto superato.

## Opere
La sua attività di collaboratore e di continuatore del Selva lo rese molto noto e fu consultato da Antonio Canova durante la realizzazione del Tempio di Possagno. In seguito alla morte di Giannantonio Selva, Antonio Diedo, si occupò del rimaneggiamento o ricostruzione di numerose chiese del Veneto, come il Duomo di San Donà (distrutto nella prima guerra mondiale), l'arcipretale di Schio (facciata e campanili), le parrocchiali di Canda, Piovene Rocchette, Campanile di Calvene e Breganze (1842/1893).
La sua produzione "minore" comprende diversi oratori privati e disegni di porte, scale, finestre, facciate, altari, monumenti, riguardanti soprattutto Venezia.
Tra le opere scritte, un libro con descrizione e disegni delle sue opere principali.